# 小婦人
《小婦人》是美國作家露意莎·梅·奧爾柯特的作品，也是她最著名與最成功的作品，描述南北戰爭期間一個家庭的生活與4位女兒的追夢故事。初版於1868年，曾被改編成卡通、電影及電視劇。奧爾科特後來還寫了幾部續集，包括《好妻子》（Good Wives）、《小紳士》（Little Men）還有《喬的男孩們》（Jo's Boys）等。

## 出版歷史
奧爾科特在1867到1868年之間花了兩個半月寫了一本名叫《小婦人》（Little Women）的書。收到的反應很良好。評論家很快宣稱這本是新的經典小說。奧爾柯特從讀者們收到許多要求這本書續集的信件。
作為回應，奧爾柯特在1869年寫了小說的第一及第二章，這本小說名叫《小婦人或梅格、喬、貝絲和艾美》（Little Women, or, Meg, Jo, Beth and Amy）從1880年開始，美國以第一及第二章裝訂成一本來出售。但是在英國，第二章以《好妻子》（Good Wives）的名義分開來出售。因此，《小婦人》在英國有四部，而在美國，《小婦人》只有三部，第一部有兩章。

## 劇情簡介
《小婦人》的背景位於南北戰爭時期的美國新英格蘭地區。小說通過描繪普通家庭中四个姊妹之间的生活瑣事從而表现了人的自强自立，自尊自爱，團结友善，也從而宣扬了女權意識。

## 主要角色

### 馬區一家
- 馬區先生（Mr March）：作者父親布朗森的化身，書中的他在美國南北戰爭中於前線當隨軍牧師。
- 馬區太太（Mrs March）：作者母親艾比蓋爾的化身，書中的她個性敦厚和善，致力教導女兒們的品行。
- 美格（Meg）：原名為瑪格莉特，簡稱美格。是四姐妹中的老大，溫柔美麗，熱愛演戲。
- 喬（Jo）：原名為喬瑟芬，在書中簡稱喬，於四姐妹中排行老二。喬即作者本人的化身，熱愛寫作、衝動直率。
- 伊莉莎白（Elizabeth）：書中通稱佩絲（Beth），四姐妹中的老三，個性膽小害羞，最為謙虛溫婉，喜愛音樂，最後因染上猩紅熱，加上身體原本就很脆弱，而於第二部去世。
- 愛米（Amy）：年紀最小的一個，被三個姐姐寵壞的她嬌蠻任性，自私虛榮，愛好藝術繪畫。
- 漢娜：馬區一家忠心耿耿的僕人，當馬區先生在前線病倒時，她是馬區一家的重要支柱。

### 勞倫斯一家
- 勞里（Laurie）：與喬同年的大男孩，英俊親切，多病卻活潑熱情，有音樂才華，曾向喬求婚，於第二部跟艾美結婚。
- 勞倫斯先生（Mr Laurence）：勞里的祖父，相當喜愛馬奇一家，尤其與喬及貝絲投緣，全名詹姆士·勞倫斯。

### 其他
- 約翰·布魯克（John Brooke）：勞里的老師，梅格的丈夫。
- 弗里德里希·巴爾（Friedrich Bhaer）：中年教授，批評喬的作品，最後與喬結婚，育有二子，和喬及她收養的孩子們一同住在馬奇嬸嬸留下的大房子。

## 改編作品

### 電影
《小婦人》曾多次被搬上大銀幕：
- 1917年：《小婦人》首次被改編成默片電影
- 1918年：《小婦人》再次被改編成默片電影
- 1933年：《小婦人》，乔治·丘克執導，凯瑟琳·赫本等主演。
- 1949年：《小婦人（英语：Little Women (1949 film)）》，茂文·李洛埃執導，伊丽莎白·泰勒等主演。
- 1994年：《小婦人》，姬蓮·阿姆斯壯執導，薇諾娜·瑞德等主演。
- 2018年：《小婦人（英语：Little Women (2018 film)）》，莉亞·湯遜、盧卡斯·格拉貝爾等主演。故事背景改編為現代美國，標誌著該書發行150週年。
- 2019年：《她們》，葛莉塔·葛薇執導，瑟夏·羅南、提摩西·夏勒梅、梅麗·史翠普和艾瑪·華森等主演。

### 動畫
1981年，東京電視台將《小婦人》改編成動畫《小婦人四姊妹》（若草の四姉妹）。
1987年，日本動畫公司將《小婦人》改編成動畫《愛的小婦人物語》。

### 電視劇
1958年，作曲家理查德·阿德勒（Richard Adler）為哥倫比亞廣播公司將《小婦人》改編成電視音樂劇。
英國廣播公司四次將《小婦人》改編為電視劇：1950年、1958年、1970年和2017年。
1975年，香港電視廣播有限公司將《小婦人》改編成電視劇，背景改為中華民國大陸時期。
1978年，《小婦人》改編為迷你影集，蘇珊·戴依主演。
2017年，《小婦人》改編為英國迷你影集，瑪雅·霍克主演。
2017年，《小婦人》改編為英國迷你影集，瑪雅·霍克主演。
2022年，《小女子》韓國tvN依原著故事靈感而啟發的劇集，金高銀主演。
2024年，《若草物語 -戀愛姐妹與無法戀愛的我-》日本日本電視台依原著故事置換舞台至令和時代，堀田真由主演。

## 外部連結
- Little Women - 古腾堡计划
- Lesson plans （页面存档备份，存于） for Little Women at Web English Teacher
- 臺大圖書館數位學習網_線上文學書房:美國文學篇